# Uwe Ehlers
Uwe Ehlers (Rostock, 8 marzo 1975) è un allenatore di calcio ed ex calciatore tedesco, di ruolo difensore.

## Carriera

### Giocatore

#### Club
In carriera ha totalizzato complessivamente 122 presenze e 3 reti nella prima divisione tedesca, 82 presenze e 4 reti nella seconda divisione tedesca, 2 partite in Coppa UEFA ed una partita in Coppa Intertoto UEFA.

#### Nazionale
Ha partecipato agli Europei Under-21 del 1998.

## Palmarès

### Giocatore

#### Competizioni nazionali
- Campionato tedesco di seconda divisione: 1

Hansa Rostock: 1994-1995